# Victoria (Northern Samar)
Victoria ist eine philippinische Stadtgemeinde in der Provinz Northern Samar. Sie hat 14.817 Einwohner (Zensus 1. August 2015).

## Baranggays
Victoria ist politisch unterteilt in 16 Baranggays.
| - Acedillo - Buenasuerte - Buenos Aires - Colab-og - Erenas - Libertad - Luisita - Lungib | - Maxvilla - Pasabuena - Zone I (Pob.) - Zone II (Pob.) - Zone III (Pob.) - San Lazaro - San Miguel - San Roman |